# Ordas Iván
Ordas Iván (eredeti nevén Mihailovits Iván; Budapest, 1928. június 5. – Budapest, 1998. március 28.) magyar író, újságíró, publicista, számos történelmi regény szerzője.

## Élete
Nagyapja a családfájukat 1170-ig vezette vissza, s ez alapozta meg történelmi érdeklődését.
Az 1960-as évektől haláláig Szekszárdon élt.
1969-től 1984-ig a Tolna Megyei Népújság munkatársa volt. Az újságírás mellett történelmi és ifjúsági regényeket írt. Ezekben alapos korrajzokat alkotott.
1998-ban hunyt el Budapesten, életének 70. évében. Sírja a szekszárdi Alsóvárosi temetőben található.

## Munkái
- Damjanich tábornok (1971)
- A fekete cár (Cserni Jován) (1974)
- Tomori, büszke vezér (1981)
- Simonyi óbester (1983)
- Tolnai tájak, tolnai emberek (riportok, újságcikkek, 1986)[1]
- Hadik András – A királynő tábornagya (1987)
- Az aradi tizenhárom (1988)
- Az elfelejtett őrnagy (1990)
- Őr az udvaron (1990)[2]
- Györköny – egy újságíró szemével (1992)
- Kegyetlen humanizmus[3][4] (1993)
- Egy elfelejtett altábornagy – báró Hrabovszky János  (1994)
- Így élt Mária Terézia (1995)

## Ügynöktevékenysége
Ordas Ivánt az állambiztonság kétszer szervezte be. Először 1956 után, azonban kénytelenek voltak „ejteni”, mert környezetének szándékosan felfedte megbízatását. 1974-ben ismét – hazafias alapon – beszervezték, és az irodalmi, kulturális életről adott jelentéseket.